# Гольф на летних Олимпийских играх 2020
Соревнования по гольфу на летних Олимпийских играх 2020 прошли с 29 июля по 1 августа у мужчин и с 4 по 7 августа у женщин. Спортсменами были разыграны два комплекта медалей. И у мужчин, и у женщин в олимпийском турнире выступили по 60 участников. Соревнования проходили в Графском Клубе Касумигасэки.
9 октября 2009 года на 121-й сессии МОК было принято решение включить гольф в программу Игр 2016 и 2020 годов. До этого последний раз соревнования по гольфу в рамках Олимпийских игр проходили в 1904 году.

## Медали

### Общий зачёт
(Жирным выделено самое большое количество медалей в своей категории; принимающая страна также выделена)
| Общее количество медалей |                |        |         |        |       |
| Место                    | Страна         | Золото | Серебро | Бронза | Всего |
| 1                        | США            | 2      | 0       | 0      | 2     |
| 2                        | Словакия       | 0      | 1       | 0      | 1     |
| 2                        | Япония         | 0      | 1       | 0      | 1     |
| 4                        | Тайвань        | 0      | 0       | 1      | 1     |
| 4                        | Новая Зеландия | 0      | 0       | 1      | 1     |
| Всего                    | Всего          | 2      | 2       | 2      | 6     |

### Медалисты
| Дисциплина | Золото              | Серебро                 | Бронза                  |
| Мужчины    | Ксандер Шоффеле США | Рори Саббатини Словакия | Бань Чжэнцзун Тайвань   |
| Женщины    | Нелли Корда США     | Монэ Инами Япония       | Лидия Ко Новая Зеландия |

## Место проведения
| Графский Клуб Касумигасэки |
| -------------------------- |
|                            |
| Поле для гольфа            |